# Konrad Niedźwiecki (adwokat)
Konrad Niedźwiecki (ur. 25 listopada 1855 w majątku Szkraby k. Rzeżycy, zm. 28 grudnia 1944 w Otwocku) – polski adwokat i działacz społeczny w Petersburgu.

## Życiorys
Urodził się 25 listopada 1855 r. w majątku Szkraby k. Rzeżycy w gub. witebskiej (obecnie Łotwa), w rodzinie Wiktora (1818–ok. 1885), dzierżawcy majątku, i Anny z domu Schilder-Schuldner (ok. 1820–1890), siostry rosyjskiego generała lejtnanta Jurija Szyldera-Szuldnera. Początkowo pobierał naukę w domu, a następnie uczył się w gimnazjum w Witebsku. W 1874 ze względu na niezdany egzamin z łaciny i greki przeniósł się do gimnazjum klasycznego św. Niny w Kutaisi (obecnie Gruzja) na Kaukazie, gdzie wiosną 1875 r. uzyskał maturę. W latach 1875–1879 studiował prawo na uniwersytecie petersburskim, po ukończeniu którego w 1880 zyskał tytuł kandydata praw na podstawie dysertacji o nieletnich przestępcach. W okresie studiów aktywnie uczestniczył w życiu towarzyskim polskich i rosyjskich studentów. W 1881 odbył w Witebsku sześciomiesięczną ochotniczą służbę wojskową.
W latach 1882–1883 pracował jako pomocnik adwokata przysięgłego w kancelarii specjalizującego się w sprawach politycznych, Aleksandra N. Turczaninowa (1838–1907). Od roku 1883 pracował w kancelarii adwokackiej Wilhelma O. Lustiga (1843–1915), Pod jego kierunkiem praktykował w latach 80. i 90. XIX w., specjalizując się w rozpatrywanych przez Senat Rządzący „skargach kasacyjnych”, oraz odwołaniach od wyroków sądów II instancji w sprawach cywilnych. Z czasem stał się wziętym radcą prawnym, świadcząc usługi wielu przedstawicielom zamieszkałej w Petersburgu rosyjskiej arystokracji, m.in. Orłowów i Golicynów. Przez wiele lat zarządzał ogromnym majątkiem ks. Jeleny M. Bariatinskiej (1851–1914) z domu Orłowej-Denisowej, frejliny dworu, żony fligel-adiutanta Aleksandra II (1818–1881), później generała majora ks. Aleksandra W. Bariatinskiego (1848–1910). Umożliwiało mu to udzielanie pomocy materialnej zagrożonej utratą rodowych posiadłości polskiej szlachcie. Przekładające się na kontakty z dworem związki ze stołeczną arystokracją pozwalały Niedźwieckiemu udzielać wszechstronnej i skutecznej pomocy w rosyjskich urzędach, także w Ministerstwie Spraw Wewnętrznych, znajdującym się w potrzebie rodakom. M.in. dzięki jego interwencji uwolniono przetrzymywanego w warszawskiej cytadeli Stanisława Patka. Jako przedstawiciel polskich adwokatów w latach 1907–1917 wchodził w skład petersburskiej Rady Adwokackiej. W 1907 uczestniczył w pierwszym zjeździe Polaków pracujących jako rosyjscy adwokaci w Warszawie. Był działaczem, a następnie prezesem, stowarzyszenia adwokatury polskiej w petersburskim okręgu sądowym (1908–1917). Na początku 1914 r. został jednym z delegatów stołecznej palestry na ogólnopolski zjazd adwokatury polskiej wszystkich zaborów we Lwowie.
Był aktywnym działaczem petersburskiej Polonii. Działacz, członek zarządu i sekretarz Rzymskokatolickiego Towarzystwa Dobroczynności przy kościele św. Katarzyny (1885–1918); prowadził honorowo jego sprawy prawne. Z jego inicjatywy dla wspomożenia uczącej się ubogiej młodzieży ustanowiono fundusz imienia Adama Mickiewicza w wysokości 10 tys. rubli. W 1903 r. brał udział w wieczorze ku czci Ignacego Jana Paderewskiego, a w roku 1910 z delegacją petersburskiej Polonii uczestniczył w odsłonięciu w Krakowie pomnika Grunwaldzkiego. Był współtwórcą powołanej w 1903 r. Polskiej Spółki Udziałowej, która do 1918 r. z powodzeniem utrzymywała Księgarnię Polską oraz Polską Drukarnię Udziałową, aż do ostatecznej jej likwidacji przez bolszewików w roku 1920. Przyczynił się do powstania w 1909 r. „Dziennika Petersburskiego”. W marcu 1913 r. stanął na czele Komisji Organizacyjnej Budowy stołecznego „Domu Polskiego”, który miał stanowić siedzibę polonijnych stowarzyszeń i instytucji. Wiceprezes zarządu Polskiej Macierzy Szkolnej w Petersburgu (1913–1914). Wspomagał finansowo inicjatywy polskich organizacji, m.in. w lutym 1914 r. przekazał 350 rubli na rzecz Macierzy Szkolnej Księstwa Cieszyńskiego.
Po wybuchu I wojny światowej włączył się aktywnie w działalność utworzonego w sierpniu tegoż roku Polskiego Towarzystwa Pomocy Ofiarom Wojny, oraz przeprowadzoną w rosyjskiej stolicy w dniach 24–26 października akcję „Piotrogród – Polsce”. W latach 1915–1918 sprawował nadzór prawny nad Szpitalem Polskim w Petersburgu. Po rewolucji lutowej zaczął się silniej angażować w życie polityczne. Związany był z Polskim Zrzeszeniem Niepodległościowym współpracującym z Polską Partią Socjalistyczną (PPS). Jako jego reprezentant przyczynił się po rewolucji lutowej 1917 r. do powstania wśród Rosjan Koła Przyjaciół Niepodległości Polski, w którym znaleźli się wpływowi przedstawiciele Rządu Tymczasowego (m.in. Aleksandr Kiereński, Nikołaj Niekrasow, Aleksandr Konowałow i Michaił Tereszczenko) i Piotrogrodzkiej Rady Delegatów Robotniczych i Żołnierskich (Nikołaj Sokołow, Matwiej Skobielew, Nikołaj Czechidze). Następnie działał w piotrogrodzkim Polskim Komitecie Demokratycznym.
Opuścił Piotrogród wraz z żoną 1 lipca 1918 r. Początkowo udał się do Nizhołowa na Witebszczyźnie, dokąd dotarł przez Kijów i Mińsk. Jednak już 16 sierpnia w obliczu ofensywy bolszewickiej zmuszony był na zawsze opuścić Rosję. Od października 1918 r. mieszkał w Warszawie, gdzie spędził resztę życia. Był m.in. prezesem Towarzystwa Powrotu na Litwę i Białoruś, Związku Polaków z Kresów Białoruskich, komitetów „Lwów–Wilno” i „Doraźna Pomoc” Wojsku Polskiemu. Przyczynił się też do powstania Pierwszego Polskiego Towarzystwa Kąpieli Morskich w Gdyni–Kamiennej Górze. Był członkiem rzeczywistym Towarzystwa Zachęty Sztuk Pięknych w Warszawie. Zmarł 28 grudnia w 1944 r. w Otwocku pod Warszawą, pochowany na cmentarzu Powązkowskim (kwatera 129-3-8).

## Ordery i odznaczenia
- Krzyż Komandorski Orderu Odrodzenia Polski (28 kwietnia 1926)[9]
- Krzyż „Pro Fide et Ecclesia in Russo merito” (Watykan)